# Dobřichovice
Dobřichovice (německy Dobřichowitz, v době německé okupace Dobschichowitz) jsou město ve Středočeském kraji, v okrese Praha-západ. Leží na obou březích Berounky, přibližně 23 km na jihozápad od centra Prahy a 5 km jihozápadně od města Černošice. Žije zde přibližně 3 800 obyvatel, na území města se však také nachází přes 300 rekreačních objektů. Počet obyvatel tak stoupá v letních měsících a o víkendech. Město je rozděleno na dvě základní sídelní jednotky: na levém břehu Berounky vlastní Dobřichovice, kde se nachází zámek, kostel a prochází zde silnice II/115 jako Pražská ulice, na pravém břehu část Brunšov, ve které je železniční trať Praha–Plzeň i s nádražím Dobřichovice a k níž patří i část Hřebenů až ke kopci Hvíždinec a rozcestí U Trojáku (Trojmezí).

## Historie
Téměř po celou dobu své existence Dobřichovice patřily Rytířskému řádu křižovníků s červenou hvězdou. První písemná zmínka o Dobřichovicích pochází z 6. dubna 1253. Soustavné osídlení je však doloženo archeologickými nálezy od mladší doby kamenné. Po příchodu Slovanů zde sídlil rod Dobřichův. V polovině 13. století se vrchností stali pražští Křižovníci. Ti o Dobřichovice přišli během husitských válek, ale v roce 1505 je opět získali. O obnovu a rozšíření se zasloužil velmistr Zbyněk Berka z Dubé, který dal po roce 1590 na místě tvrze chránící brod přes Berounku postavit renesanční zámek. Během třicetileté války byla obec v roce 1631 vypálena Švédy. V roce 1779 zámek opět vyhořel a byl přestavěn do dnešní podoby. Roku 1863 byla otevřena železniční trať z Prahy do Plzně, což pomohlo otevřít Dobřichovice obchodu.

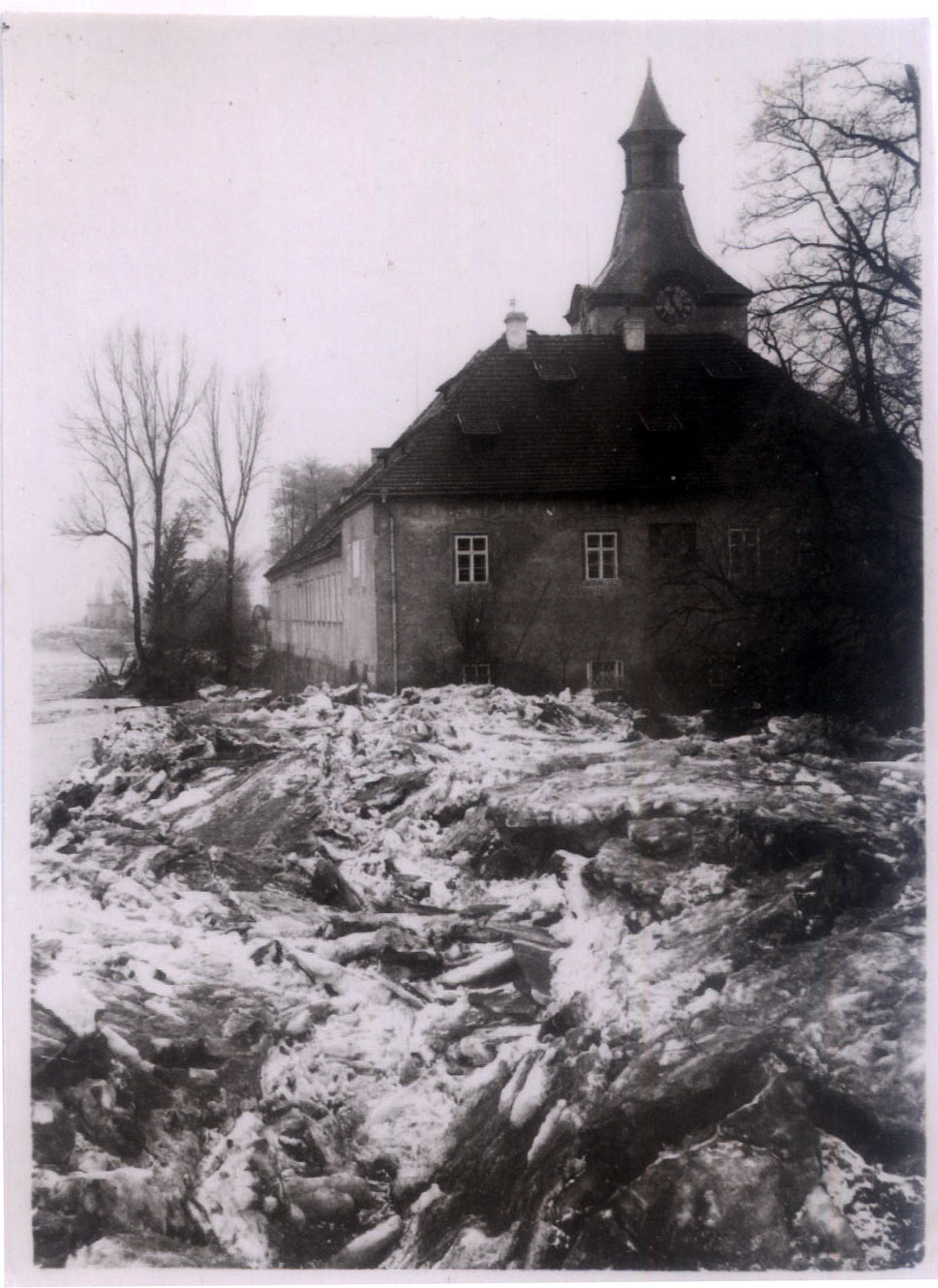
Dobřichovický zámek za povodně v zimě 1941

Dne 31. května 1876 povýšil František Josef I. Dobřichovice na městys.
V letech 1872, 1941 a 1947 zasáhly obec velké povodně. Největší povodeň postihla Dobřichovice v roce 2002. Tehdy bylo místo obvyklého průtoku 10–15 m³/sec naměřeno 1 850 m³/sec. Byla zasažena asi polovina všech domů, z toho asi 200 mělo zaplavené i obytné prostory. Kromě Berounky se díky dlouhodobým dešťům rozvodnil i Karlický potok. Obyvatelé obce museli být evakuováni. V Dobřichovicích byla povodní zničena lávka pro pěší ze sedmdesátých let 20. století.
Za přispění státu a Evropské unie byla v roce 2003 postavena nová lávka na jejím místě. Poslední povodeň zastihla Dobřichovice v létě roku 2013.
Zastupitelstvo obce těsnou většinou rozhodlo, že požádá o jmenování městem (splňovalo kritérium počtu 3000 obyvatel). Žádost byla na ministerstvu vnitra podána 21. února 2006, vláda 10. května 2006 žádost podpořila. Od 26. září 2006 jsou Dobřichovice městem.
V dobřichovickém zámku či v jeho okolí se každoročně konají různé akce například středověké slavnosti spojené s Královským průvodem z Prahy na Karlštejn, Dobřichovické divadelní slavnosti či Vinařské slavnosti. Každý lichý rok se v Dobřichovicích koná sochařské symposium „Cesta mramoru“.
Dne 20. srpna 2012 tu byla změřena nejvyšší teplota na území ČR, a to 40,4 °C. 20. října 2013 byla odhalena socha, která toto maximum připomíná. Vytvořil ji akademický sochař Petr Váňa.

### Územněsprávní začlenění
Dějiny územně správního začleňování zahrnují období od roku 1850 do současnosti. V chronologickém přehledu je uvedena územně administrativní příslušnost města (městyse, obce) v roce, kdy ke změně došlo:
- 1850 země česká, kraj Praha, politický okres Smíchov, soudní okres Zbraslav[12]
- 1855 země česká, kraj Praha, soudní okres Zbraslav
- 1868 země česká, politický okres Smíchov, soudní okres Zbraslav
- 1927 země česká, politický okres Praha-venkov, soudní okres Zbraslav[13]
- 1939 země česká, Oberlandrat Praha, politický okres Praha-venkov, soudní okres Zbraslav[14]
- 1942 země česká, Oberlandrat Praha, politický okres Praha-venkov-jih, soudní okres Zbraslav[15]
- 1945 země česká, správní okres Praha-venkov-jih, soudní okres Zbraslav[16]
- 1949 Pražský kraj, okres Praha-jih[17]
- 1960 Středočeský kraj, okres Praha-západ
- 2003 Středočeský kraj, obec s rozšířenou působností Černošice

### Rok 1932
V městysi Dobřichovice (2400 obyvatel) byly v roce 1932 evidovány tyto živnosti a obchody:
- Instituce a průmysl: poštovní úřad, telegrafní úřad, telefonní úřad, četnická stanice, 2 katol. kostely, sbor dobrovolných hasičů, cihelna, elektrárna, hodinář, výroba knihtiskařských potřeb, 2 mlýny, výroba prádla, velkostatek, výroba kyselého zelí.
- Služby (výběr): 2 lékaři, autodopravce, biograf Sokol, drogerie, 7 hostinců, hotel Šebesta, kapelník, knihkupec, konsum Včela, 2 obchody s obilím, realitní kancelář, spořitelní a záložní spolek pro Dobřichovice, úvěrní ústav v Berouně, stavitel, tesařský mistr, 3 zahradníci, zubní ateliér.

## Obyvatelstvo

### Počet obyvatel
Počet obyvatel je uváděn za Dobřichovice podle výsledků sčítání lidu včetně místních části, které k nim v konkrétní době patří. Je patrné, že stejně jako v jiných menších městech Česka počet obyvatel v posledních letech roste. V celé dobřichovické aglomeraci nicméně žije necelých 4 tisíc obyvatel.
| 1869 | 1880 | 1890 | 1900 | 1910 | 1921  | 1930  | 1950  | 1961  | 1970  | 1980  | 1991  | 2001  | 2011  | 2021  |
| ---- | ---- | ---- | ---- | ---- | ----- | ----- | ----- | ----- | ----- | ----- | ----- | ----- | ----- | ----- |
| 683  | 699  | 689  | 677  | 851  | 1 162 | 1 531 | 2 120 | 2 500 | 2 328 | 2 424 | 2 438 | 2 777 | 3 410 | 3 669 |

| 1869 | 1880 | 1890 | 1900 | 1910 | 1921 | 1930 | 1950 | 1961 | 1970 | 1980 | 1991 | 2001 | 2011 | 2021 |
| ---- | ---- | ---- | ---- | ---- | ---- | ---- | ---- | ---- | ---- | ---- | ---- | ---- | ---- | ---- |
| 77   | 77   | 89   | 103  | 171  | 155  | 358  | 553  | 491  | 506  | 574  | 681  | 795  | 873  | 937  |

## Památky
- barokní zámek s kaplí
- sousoší Kalvárie, cestou do Karlíku (kolem 1760)
- vily čp. 105 (Pelléova vila) a čp. 143 (Frantova vila)
- Svatojánská lípa

## Fotografie

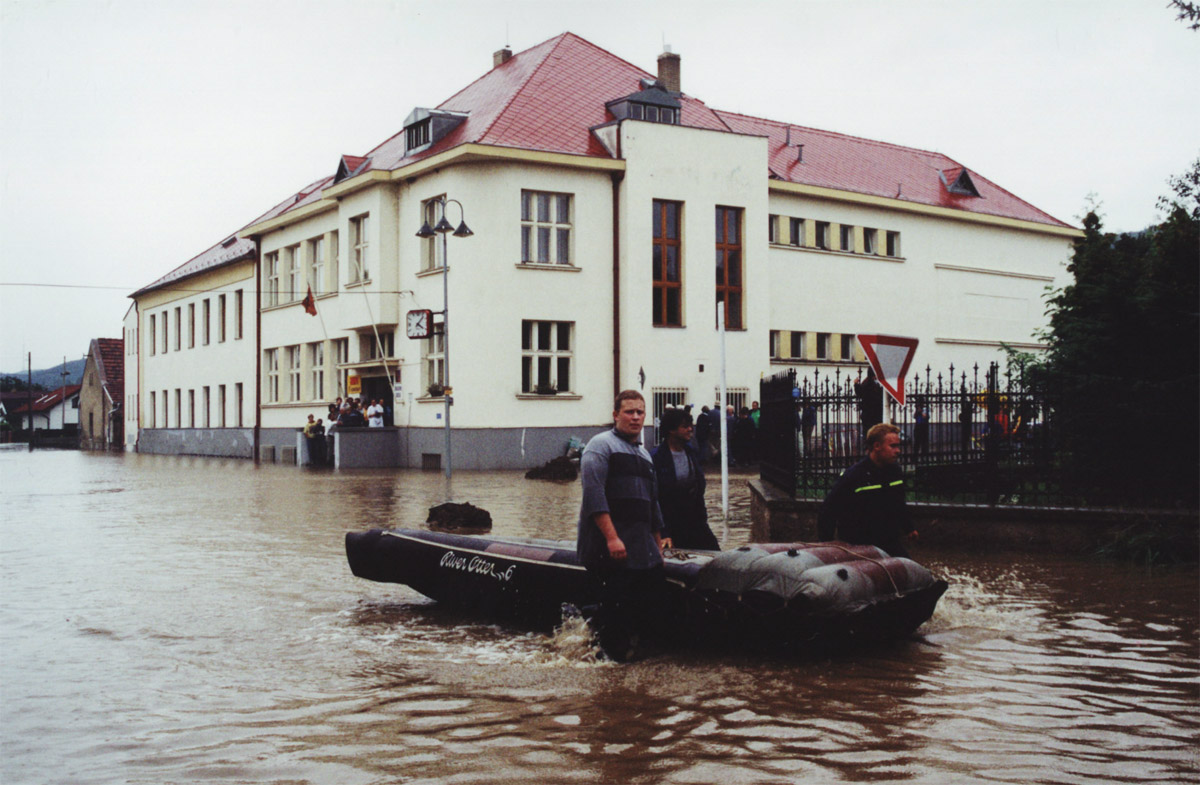
Dobřichovická škola během povodní v roce 2002
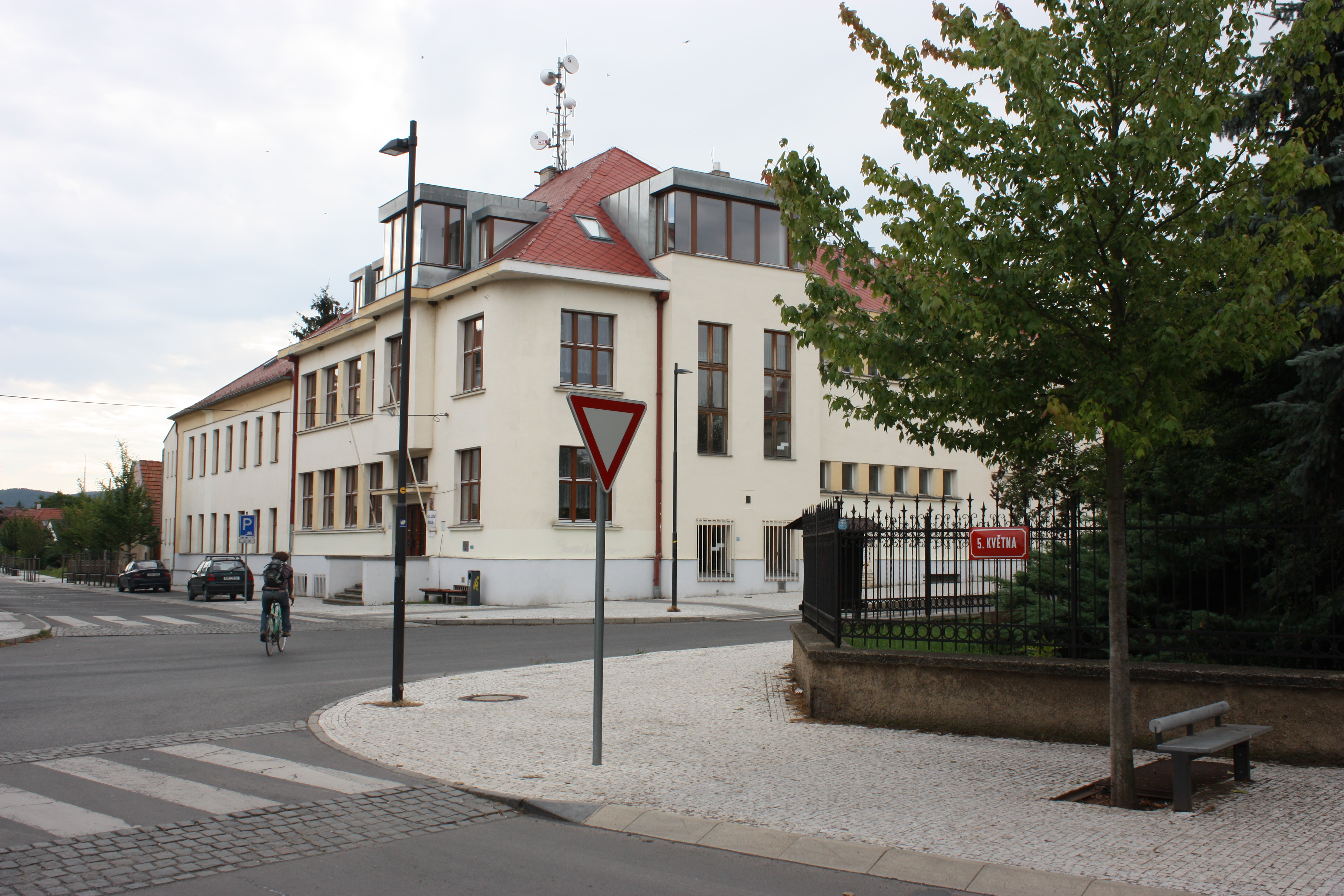
Stejná škola o deset let později – 2012
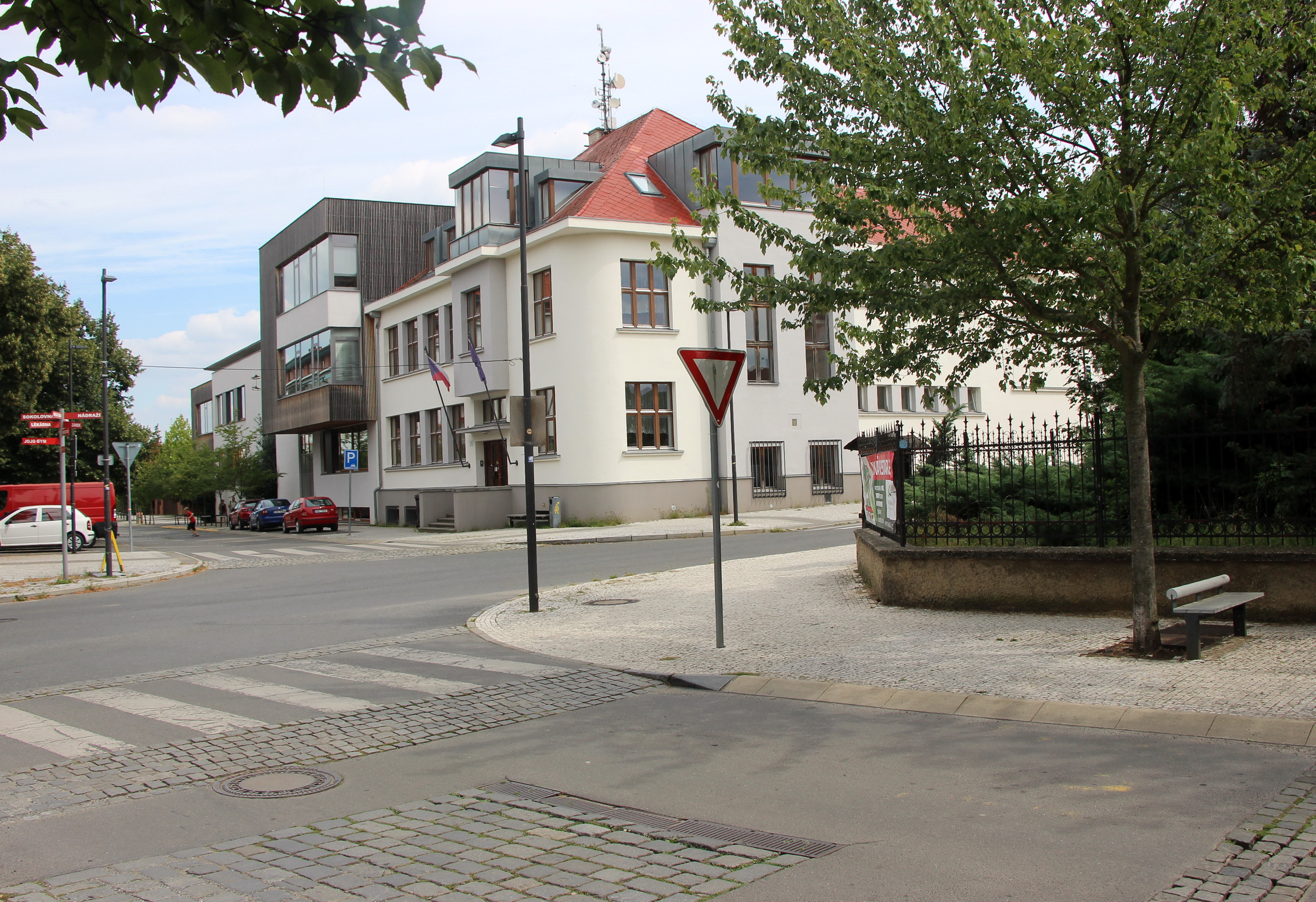
Stejná škola o dvacet let později s novou přístavbou – 2022
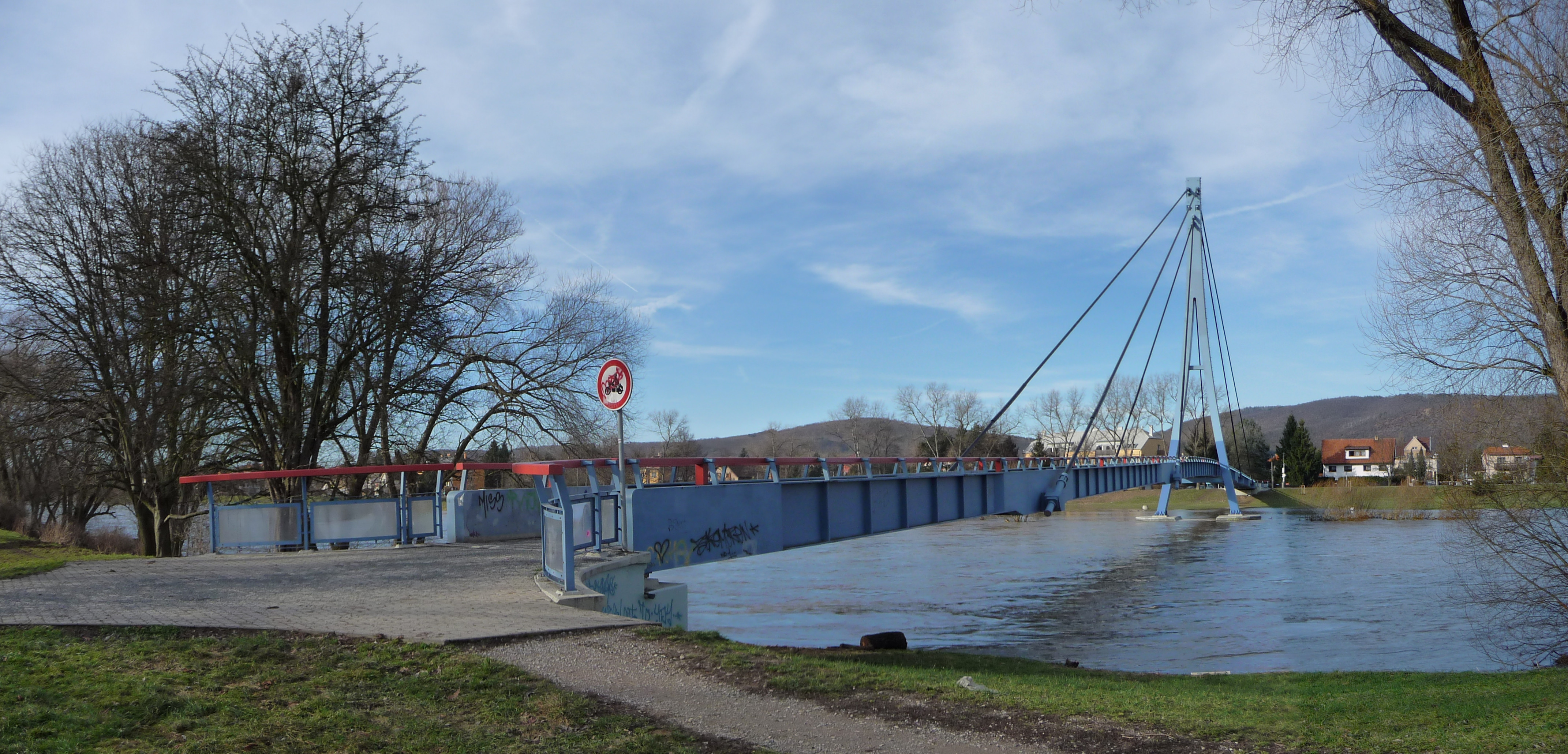
Lávka profesora Karla Lewita pro pěší přes Berounku
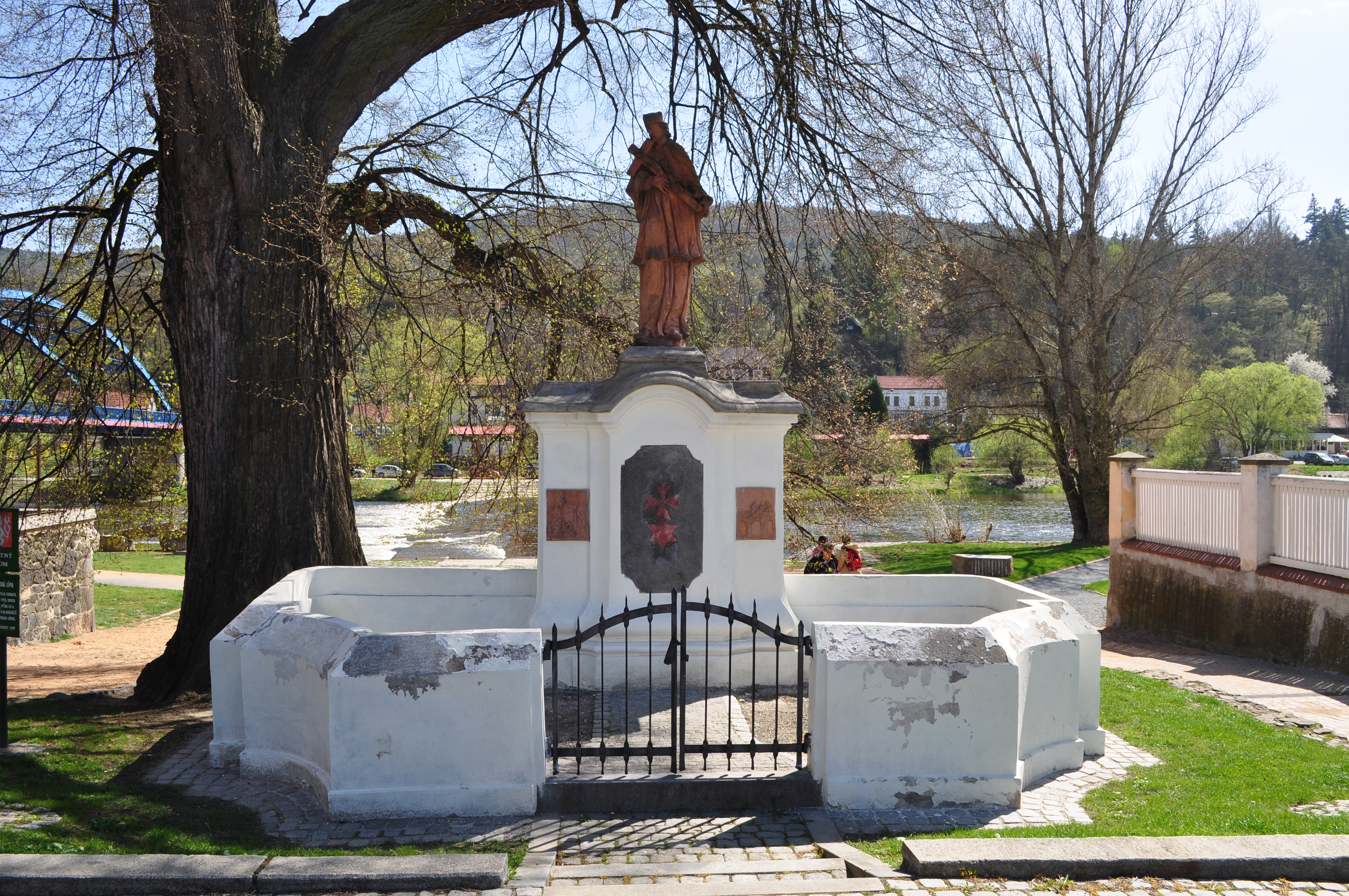
Socha svatého Jana Nepomuckého u zámku
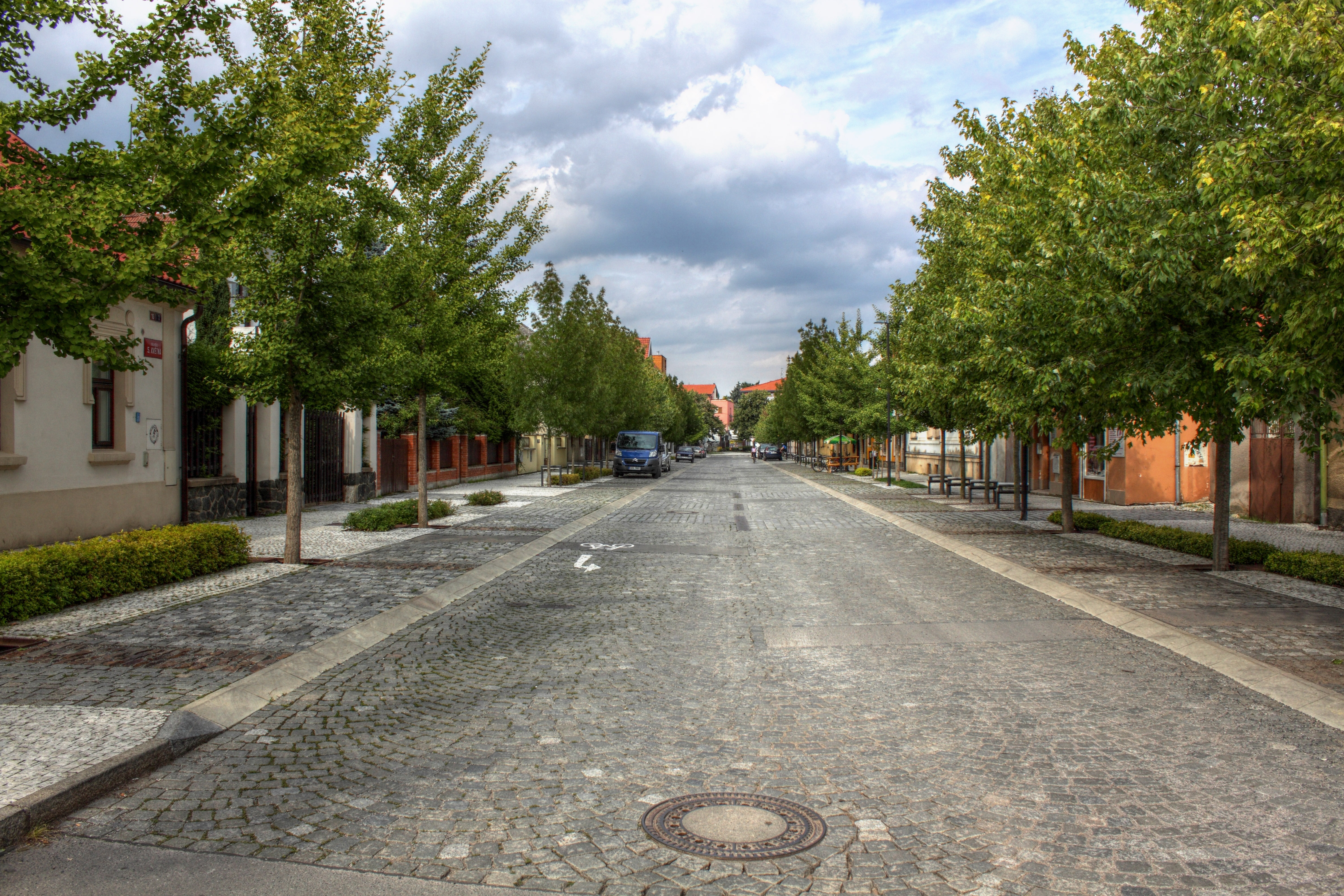
Ulice 5. května
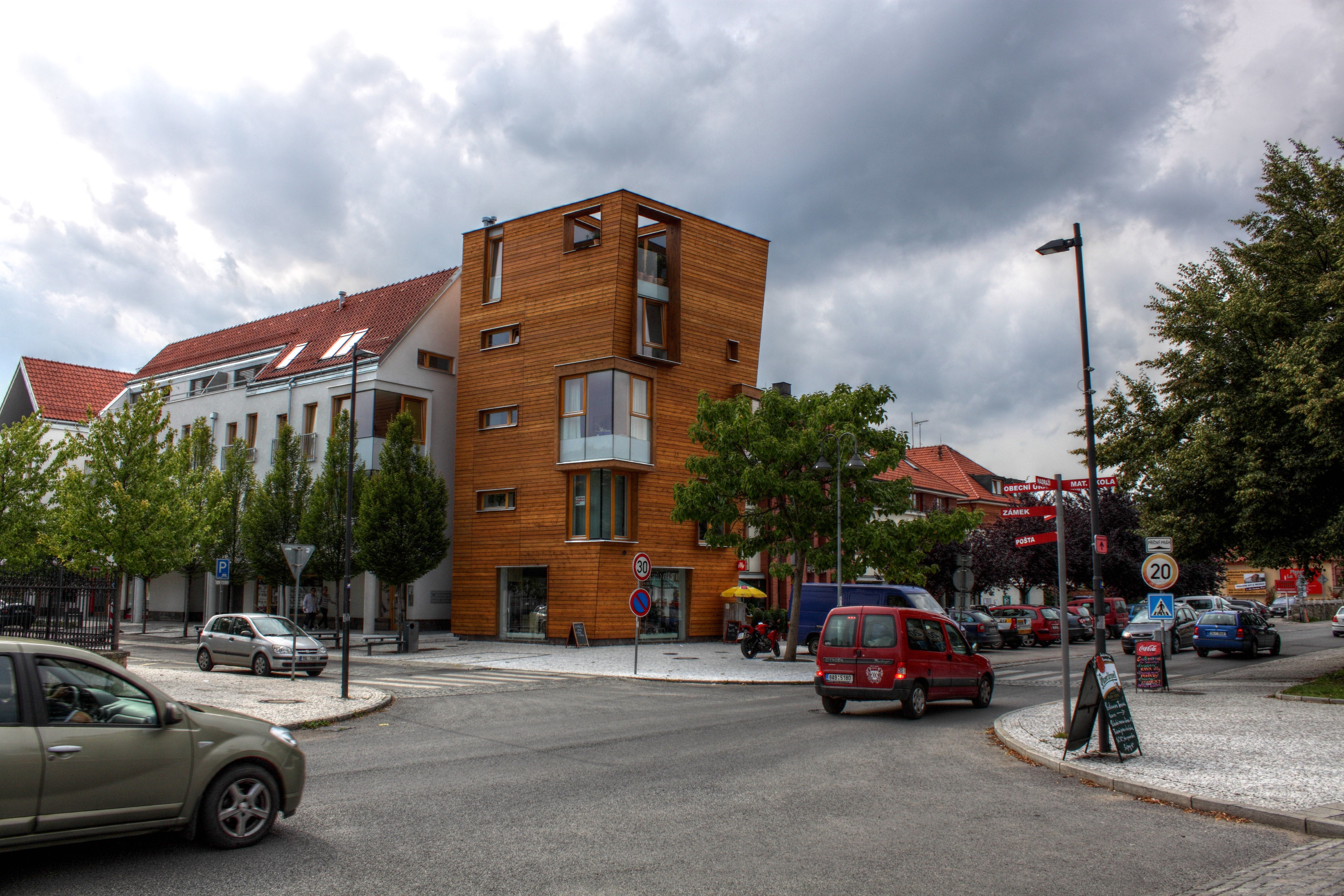
Novostavba v sousedství náměstí
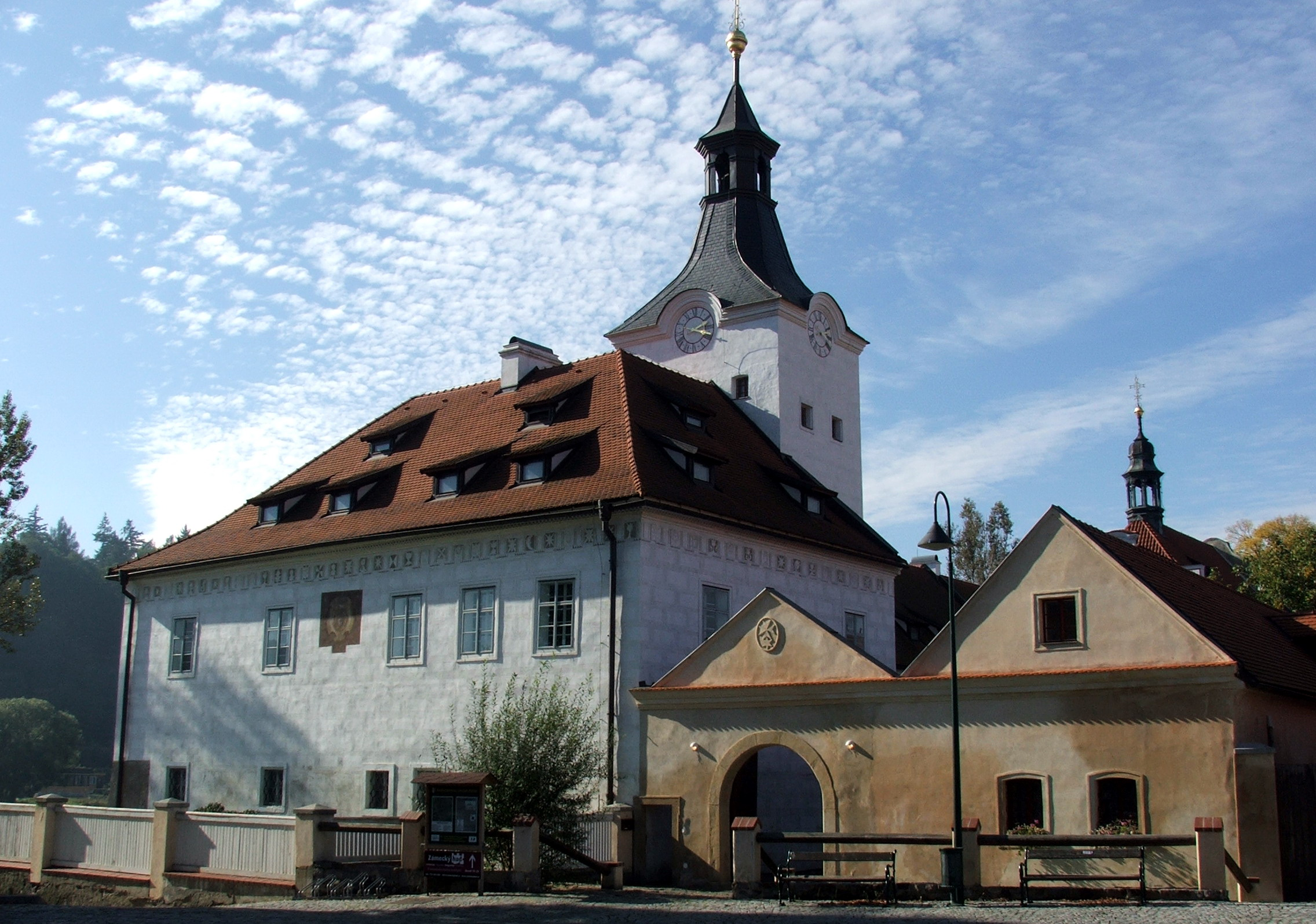
Dobřichovický zámek
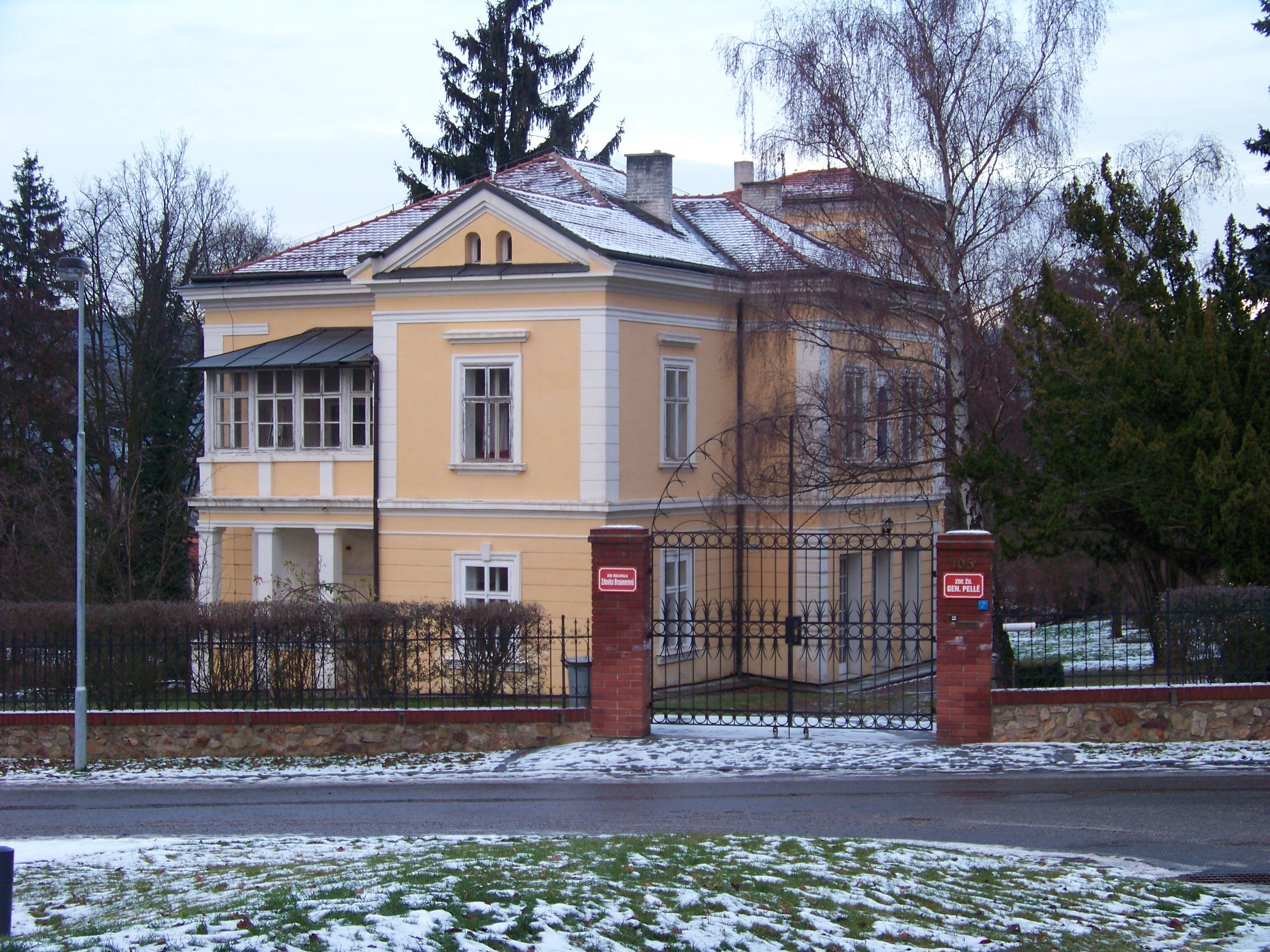
Vila čp. 105 (generála Maurice Pellé)
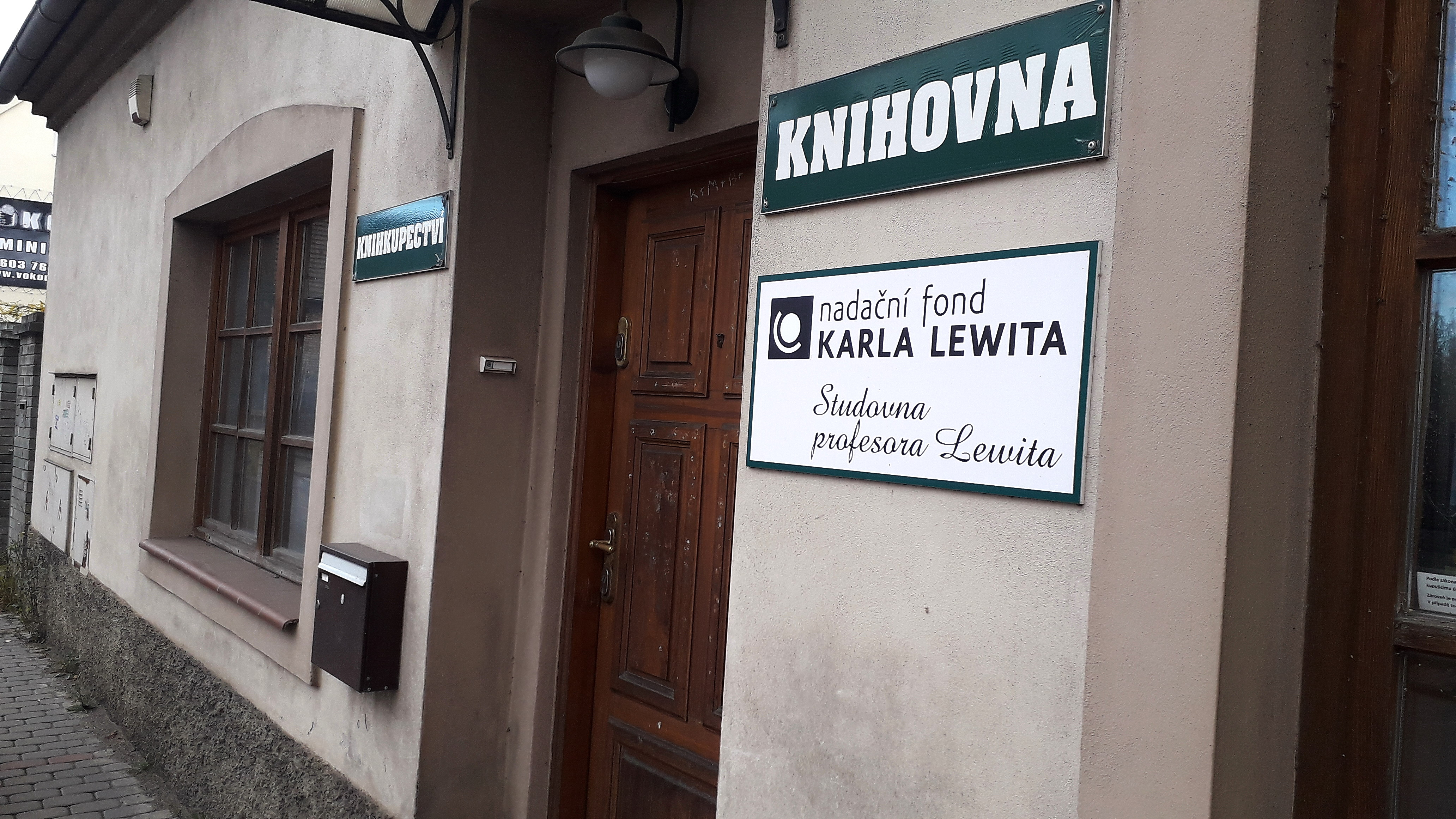
Městská knihovna, sídlo Nadačního fondu Karla Lewita

## Známé osobnosti
- Antonín Randa (1834–1914), český právník a politik
- Miroslav Krajník (1850–1907), český právník, básník a překladatel
- Maurice Pellé (1863–1924), francouzský generál a náčelník štábu československé armády
- Karel Lewit (1916–2014), český lékař – fyzioterapeut, jeden ze zakladatelů oboru
- Otakar Kroutil (1921–1997), český sportovec, kanoista, olympionik
- Ludvík Vaculík (1926–2015), český spisovatel, novinář a disident
- Ivan Mládek (* 1942), český hudebník
- Jiří Žváček (1943–2015), český ekonom a statistik
- Jaroslav Šaroun (1943–2021), český klavírista, skladatel, pedagog
- Alex Koenigsmark (1944–2013), český spisovatel a scenárista
- Jaroslav Řehna (* 1945), český sochař
- Petr Chrdle (* 1946), český nakladatel, cestovatel a esperantista.
- Tomáš Koutník (* 1950), český dirigent, pedagog a docent HAMU Praha
- Josef Klíma (* 1951), český novinář, spisovatel a televizní reportér
- Michal Mejstřík (* 1952–2021), český ekonom
- Jan Neubert (* 1952), český fotograf a nakladatel
- Vladimír Czumalo (* 1954–2024), český historik umění
- Lenka Kotková, rozená Šarounová (* 1973), česká astronomka
- Zdeněk Holý (* 1974), český filmový kritik a teoretik, tvůrce, producent a nakladatel
- Vladimír Bezděk (* 1974), český ekonom
- Zuzana Čížková (* 1982), česká sochařka a malířka
- Marko Elefteriadis (známý jako "Ektor") (* 1985), český rapper

## Partnerská města
Partnerskými městy Dobřichovic jsou (v závorce je uvedeno datum podepsání partnerské dohody):
- Villieu-Loyes-Mollon, departement Ain, Francie (2002)
- Manhattan, Kansas, USA (2004)

## Doprava
Dopravní síť
- Pozemní komunikace – Městem prochází silnice II/115 Praha Radotín – Dobřichovice – Řevnice.
- Železnice – Městem vede železniční trať Praha–Beroun. Je to dvoukolejná elektrifikovaná celostátní trať, součást 3. koridoru; doprava na ní byla zahájena roku 1862.[21] Ve městě se nachází nádraží Dobřichovice.

Veřejná doprava 2011
- Autobusová doprava – Z města vedly autobusové linky např. do těchto cílů: Hořovice, Karlík, Lety, Mníšek pod Brdy, Praha (Barrandov, Na Knížecí), Řevnice, Strašice.
- Železniční doprava – Po trati Praha–Beroun vede linka S7 (Český Brod – Praha – Beroun) v rámci pražského systému Esko. V železniční stanici Dobřichovice zastavovalo v roce 2019 v pracovních dnech denně 63 párů osobních vlaků. Ve dnech pracovního klidu je počet zhruba poloviční.